# 陈群川
陈群川（1940年9月24日—），马来西亚退休政治人物、马华公会第六任总会长。他于1986年因“新泛电事件”在新加坡被提控失信罪而辞去总会长职，并由署理总会长林良实接任。
2012年9月9日，新加坡前主控官格林奈（ Glenn Knight）自揭，在1985年轰动一时的“新泛电事件”中，他错误地提控了陈群川。对此陈群川的继任者林良实感慨的说：“如果没有发生这一切，历史将会改写，今天的局面也不一样了。”